# Wikingturm
Wikingturm (på dansk Vikingtårn) er et markant højhus i det nordlige Tyskland, beliggende i byen Slesvig. Det ottekantede tårn har 28 etager og en højde på cirka 85 meter . Tårnet ligger cirka 500 meter sydøst for Gottorp Slot i bydelen Frederiksberg i bunden af Slien. Bygningen indeholder i alt 241 lejligheder. I den øverste etage befinder sig et restaurant, hvorfra besøgende kan nyde udsigten over Slien. Ved siden af bygningen findes et større lystbådehavn. Vikingtårnet er designet af Horst-Günther Hisam fra Sild, som optrådte både som arkitekt og investor.
Bygningen blev opført i årene 1970 til 1974. For at kunne opføre tårnet måtte op til 30 meter lange pæler bænkes ned i fjordens slik. Desuden blev grundvandsniveauet omkring byggepladsen sænket med op til 2 meter. Vikingtårnet var i begyndelsen konciperet som hotelbygning med tilknyttede fritidsfaciliteter. Men midt under opførelsen gik investoren Horst-Günther Hisam konkurs. I stedet blev faciliter omdannet til apartments. I november 1977 flyttede de første ind.
Planerne om at bygge et højhus i et historisk følsomt område mellem Slesvigs gamle by og Hedeby mødte stærk modstand blandt den lokale befolkning og førte til mange protester.